# 貝塚市立二色小学校
貝塚市立二色小学校（かいづかしりつ にしきしょうがっこう）は、大阪府貝塚市にある公立小学校。略称は「二色小」。二色の浜パークタウンの造成に伴って創立。

## 沿革
- 1989年4月1日 - 創立
- 1989年6月6日 - 創立記念日と定める。
- 2004年4月1日 - 貝塚市立第五中学校と小中一貫教育推進事業の指定を受ける。

## 通学区域
- 貝塚市[1]
  - 二色一丁目から四丁目、二色北町、二色南町、二色中町、二色港

## 進学先中学校
- 貝塚市立第五中学校[1]

## 交通アクセス
- 南海本線・水間鉄道水間線 貝塚駅下車